# Pieczonkowskoje
Pieczonkowskoje (ros. Печёнковское сельское поселение) – jednostka administracyjna (osiedle wiejskie) wchodząca w skład rejonu wieliskiego w оbwodzie smoleńskim w Rosji.
Centrum administracyjnym osiedla wiejskiego jest dieriewnia Pieczonki.

## Geografia
Powierzchnia osiedla wiejskiego wynosi 53,95 km², a jego główną rzeką jest Borożanka. Przez terytorium osiedla przechodzi droga federalna R133 (Smoleńsk – Newel).

## Historia
Osiedle powstało na mocy uchwały obwodu smoleńskiego z 28 grudnia 2004 r., a uchwałą z dnia 20 grudnia 2018 roku w jego skład weszły wszystkie miejscowości osiedli Zaoziorskoje i Pogorielskoje.

## Demografia
W 2020 roku osiedle wiejskie zamieszkiwało 850 mieszkańców.

## Miejscowości
W skład jednostki administracyjnej wchodzi 47 miejscowości (wyłącznie dieriewnie): Bierieźkowo, Bobowa Łuka, Bochonowo, Bolszaja Rżawa, Bolszyje Koriaki, Bolszoje Zalubiszcze, Botagi, Chripino, Czepli, Dołbieszki, Dor, Gatczino, Głuzdy, Gorodiszcze, Karpieki, Kartawszczina, Kołotowszczina, Kołotowszczina, Kopylniki, Krasnyj Ług, Kurbatowszczina, Lemieszy, Malkowo, Małaja Rżawa, Małoje Zalubiszcze, Małyje Koriaki, Pastorki, Patiki Płoskowskije, Patiki Czepielskije, Pieczonki, Płoskoje, Pogorielje, Poniewo, Rukowszczina, Samusienki, Siniczino, Starosielje, Szachino, Szejdowo, Szumiłowo, Szytiki, Trikowo, Waśkino, Zabołonje, Zaoziorje, Zielonyj Ług, Zubki.